# Kate Henwood
Pour les articles homonymes, voir Henwood.
Pas d'image ? Cliquez ici

a Compétitions nationales et continentales officielles uniquement.

b Matchs officiels uniquement.
Dernière mise à jour le 26 février 2024.
Kate Henwood, née le 28 janvier 1989, est une joueuse internationale néo-zélandaise de rugby à XV, évoluant au poste de pilier. Elle représente Bay of Plenty en Farah Palmer Cup et joue avec les Chiefs Manawa en Super Rugby Aupiki.

## Biographie
Joueuse de Bay of Plenty depuis 2015, Kate Henwood met sa carrière en pause pendant trois ans (de 2019 à 2021) pour cause de grossesse. Elle devient mère de deux enfants par la suite. Joueuse pluriactive, elle travaille comme comptable dans une entreprise d’ingénierie électrique.
Elle reprend le rugby à XV au niveau provincial en 2022, toujours avec Bay of Plenty. En 2023, les Chiefs Manawa la recrutent en février, pour remplacer une joueuse blessée. Elle réalise une saison pleine, titularisée sur les cinq rencontres de l'équipe, au sein d'une mêlée qui domine la compétition. Dans la foulée, Allan Bunting, sélectionneur des Black Ferns, lui téléphone sur son lieu de travail pour lui proposer un contrat fédéral à plein temps. À l'époque, elle est inconnue à l'échelle nationale.
Sa signature prend plus de temps que pour les autres joueuses, car elle doit d'abord démissionner de son emploi. Elle reste toutefois employée à temps partiel car elle compte reprendre son poste après le rugby.
Elle est appelée avec les Black Ferns pour disputer les Pacific Four Series. Elle est la joueuse la plus âgée de l'équipe. À l'automne, elle participe à la première édition du WXV, organisée en Nouvelle-Zélande.

## Palmarès
- Vainqueur de la Pacific Four Series en 2023 et 2025.